# Nojeon-en-Vexin
Nojeon-en-Vexin település Franciaországban, Eure megyében. Lakosainak száma 347 fő (2022. január 1.). Nojeon-en-Vexin Doudeauville-en-Vexin, Longchamps, Morgny, La Neuve-Grange, Puchay, Saussay-la-Campagne és Le Thil községekkel határos.

## Népesség
A település népességének változása:
| Lakosok száma | 250  | 225  | 205  | 321  | 328  | 337  | 339  | 340  | 341  | 347  |
|               | 1968 | 1982 | 1990 | 2006 | 2013 | 2015 | 2017 | 2019 | 2020 | 2022 |